# Хана Харпър
Хана Харпър (на английски: Hannah Harper) е британска порнографска актриса и режисьор на порнографски филми.

## Ранен живот
Родена е на 4 юни 1982 г. в град Бриксам, графство Девън, Югозападна Англия, Великобритания.
Учи психология в колежа на Южен Девън.
Работи като камериерка в бар и рецепционистка в хотел в Лондон.

## Кариера

### Порнографска индустрия
Започва кариерата си като актриса в порнографската индустрия във Великобритания през 2000 г., когато е на 18-годишна възраст. Същата година тя пристига в „Долината на порното“ в САЩ, където продължава кариерата си.
В САЩ подписва и първия си ексклузивен договор, който е с компанията „Legend Video“ и е за една година. По-късно удължава договора си.
Избрана е за любимка на месеца на списание „Пентхаус“ за април 2002 г.
През април 2003 г. напуска компанията „Legend Video“ и подписва ексклузивен договор за 13 месеца с компанията „Sin City“.
През юли 2004 г. сключва нов ексклузивен двугодишен договор със „Sin City“. В сериите „Дрийм тийм“, по-късно през същата година, прави режисьорския си дебют в порноиндустрията.
През 2006 г. подписва 5-годишен договор за рекламно лице на линията секс играчки и нововъведения на компанията „Pipedream Products“.
През месец октомври 2006 г. се разделя по взаимно съгласие с компанията „Sin City“.

### Мейнстрийм изяви
Участва заедно с порноактриста Джина Остин във видеоклипа на песента „Overrated“ (2006) на рок-пънк групата Less Than Jake.
През 2009 г. играе главна роля в нискобюджетния хорър филм „Crustacean“.

## Награди и номинации
Носителка
- 2002: NightMoves награда за най-добра нова звезда (избор на феновете).[13]

Номинации
- 2003: Номинация за AVN награда за най-добра нова звезда.[14]
- 2003: Номинация за XRCO награда за звезда на годината.[15]
- 2006: Номинация за Temptation награда за най-добър изпълнител на договор/най-ценна звезда на договор.[16]
- 2007: Номинация за AVN награда за звезда на годината на договор.[17]